# Virgílio Lucas
Virgílio Lucas (Mar de Espanha, 7 de junho de 1888 – 9 de outubro de 1960) foi um farmacêutico brasileiro.
Foi eleito membro da Academia Nacional de Medicina em 1936, sucedendo José Benevenuto de Lima na Cadeira 100, que tem Ezequiel Corrêa dos Santos como patrono.